# Boban Marković
Boban Marković (Servisch: Бобан Марковић; Vladičin Han, 6 mei 1964) is een Servisch trompettist van Romani afkomst. 

## Discografie
- "Hani Rumba" (1997) (ITMM)
- "Zlatna Truba" (1998) (Golden Trumpet) (PGP-RTS)
- "Srce Cigansko" (2000) (Gypsy Heart) (X Produkcio)
- "Millennium" (2000) (X Produkcio)
- “Bistra Reka” (2002) (X Produkcio)
- “Live in Belgrade” (2002) (Piranha Musik)
- “Boban i Marko” (2003) (Piranha Musik)
- “The Promise (Balkan Mix)” (2006) (Piranha Musik)
- “The Promise (International Mix)” (2006) (Piranha Musik)
- “Go Marko Go! Brass Madness” (2007) (Piranha Musik)
- "Devla" (2009) (B92)
- "Balkan Brass Battle" (2011) met Fanfare Ciocărlia (Asphalt Tango Records)
- "Golden Horns: The Best of Boban i Marko Marković Orkestar" (2012) (Piranha Musik)
- "Gipsy Manifesto" (2013) (Piranha Musik)

- Bibsys: 12009182
- Bibliothèque nationale de France: cb14203474f (data)
- Gemeinsame Normdatei: 1020366273
- International Standard Name Identifier: 0000 0000 6070 8474
- Library of Congress Control Number: no2009076645
- MusicBrainz: 2a35930f-b863-4927-82da-34cb5cc74ebf
- Nationale Bibliotheek van Tsjechië: js20060512019
- Système universitaire de documentation: 15802429X
- Virtual International Authority File: 88519671
- WorldCat: E39PBJh8TdypY7F3TgRpCWkJjC